# Guitarra portuguesa

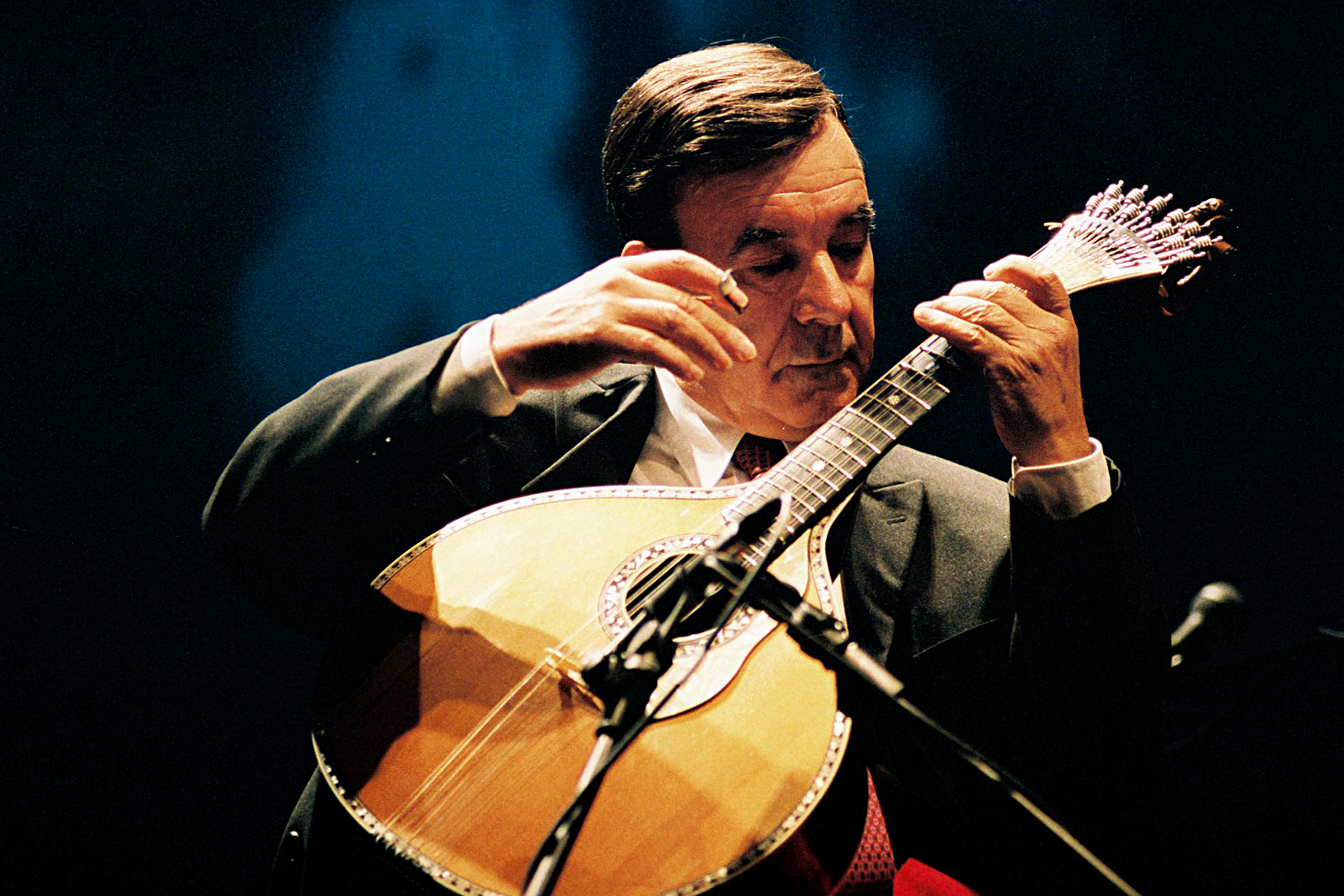
António Chainho tocant una guitarra portuguesa.

La guitarra portuguesa és un instrument cordòfon desenvolupat en el segle xviii a partir de la cítara igual que altres cordòfons europeus com ara la guitarra anglesa. Els primers exemplars fabricats a Portugal se li atribueixen a l'artesà  Luis Cardoso Soares Sevilhano .
A poc a poc acabaria substituint la viola com a instrument d'acompanyament del fado, cant típic portuguès.

## Descripció
L'instrument està compost per una caixa de ressonància amb forma de pera, lleugerament convexa, amb obertura circular i 12 cordes metàl·liques disposades per parells, les tres primeres parelles (començant per la més fina i aguda) comparteixen afinació i amb les tres següents parelles afinades amb una octava de diferència.
Les fustes habituals de construcció són nobles: xicranda, spruce i pollancre al seu interior.

## Varietats
Existeixen tres varietats de guitarres portugueses diferenciades fàcilment per l'acabat dels capçals: de voluta o caragol (Lisboa), escultura (Porto) i llàgrima (Coïmbra), si bé aquesta última s'afina una nota més greu.

## Execució
S'executa amb els dits polze i índex amb les mateixes ungles crescudes o pues artificials de plàstic, metall o nacre acoblades d'aquests dits.

## Vídeos
- Os melhores da Guitarra Portuguesa